# 準学士
準学士（じゅんがくし、英: Foundation degree ファンデーション・ディグリー）とは、日本の高等教育における学位に準ずる称号であり、（ISCEDレベル5B高等国家ディプロマHND）および（ISCEDレベル4高度国家サーティフィケートHNC）である。
日本国では高等専門学校を卒業した者が称することができる日本国内にのみ通用する学術称号（学位に準ずる「称号」）のことである。また短期大学専攻科および高等専門学校専攻科を修了して学士の学位を得た者は、大学院修士課程に進学する事が出来る。
| 分類 | 分類         | 区分                                            | 授与を行う標準的な課程                                                  | 授与を行う標準的な課程                                                  |
| ---- | ------------ | ----------------------------------------------- | ----------------------------------------------------------------------- | ----------------------------------------------------------------------- |
| 称号 | 称号         | 準学士                                          | 高等専門学校の本科                                                      | 高等専門学校の本科                                                      |
| 称号 | 称号         | 高度専門士                                      | 専修学校の専門課程（専門学校）のうち、 4年制の学科                      | 専修学校の専門課程（専門学校）のうち、 4年制の学科                      |
| 称号 | 称号         | 専門士                                          | 専修学校の専門課程（専門学校）のうち、 2〜3年制の学科                   | 専修学校の専門課程（専門学校）のうち、 2〜3年制の学科                   |
| 学位 | （下記以外） | 博士                                            | 大学院の博士課程 特定の省庁大学校の課程                                 | 大学院の博士課程 特定の省庁大学校の課程                                 |
| 学位 | （下記以外） | 修士                                            | 大学院の修士課程 特定の省庁大学校の課程                                 | 大学院の修士課程 特定の省庁大学校の課程                                 |
| 学位 | （下記以外） | 学士                                            | 大学の学部 短期大学の専攻科 高等専門学校の専攻科 特定の省庁大学校の課程 | 大学の学部 短期大学の専攻科 高等専門学校の専攻科 特定の省庁大学校の課程 |
| 学位 | （下記以外） | 短期大学士                                      | 短期大学の本科                                                          | 短期大学の本科                                                          |
| 学位 | 専門職学位   | 修士（専門職） （○○修士（専門職））             | 大学院の専門職学位課程 （専門職大学院）                                 | （法科・教職以外）                                                      |
| 学位 | 専門職学位   | 法務博士（専門職）                              | 大学院の専門職学位課程 （専門職大学院）                                 | 法科大学院                                                              |
| 学位 | 専門職学位   | 教職修士（専門職）                              | 大学院の専門職学位課程 （専門職大学院）                                 | 教職大学院                                                              |
| 学位 | 専門職学位   | 学士（専門職） （○○学士（専門職））             | 専門職大学                                                              | 専門職大学                                                              |
| 学位 | 専門職学位   | 学士（専門職） （学士（○○専門職））             | 大学の学部の専門職学科                                                  | 大学の学部の専門職学科                                                  |
| 学位 | 専門職学位   | 短期大学士（専門職） （○○短期大学士（専門職）） | 専門職大学の前期課程 専門職短期大学                                     | 専門職大学の前期課程 専門職短期大学                                     |
| 学位 | 専門職学位   | 短期大学士（専門職） （短期大学士（○○専門職）） | 短期大学の専門職学科                                                    | 短期大学の専門職学科                                                    |

## 日本
準学士は、1991年（平成3年）第1級無線技術士（現　第1級陸上無線技術士）等の技術者が指導した基で制定されたと云われる。学校教育法の改正により当時の同法第70条の8に規定されて導入された称号である。それまで卒業を証明する学位が与えられなかった短期大学及び高等専門学校の卒業生に対してその教育修了を証明する概念として創設された。基本的には日本国内の学位と同等に扱われるが、厳密には日本国内の学位に準ずる学術称号であって国際学術上に認められた学位（国際学術上の学位、短期大学士、Associate degree アソシエイト・ディグリー）そのものではない。準学士の設置に至る背景としては、平成3年の諸高等教育機関の改革と併行して改革が模索され、諸外国で短期高等教育機関の卒業生に称号が与えられていること、称号を用いれば円滑に外国の大学へ留学又は編入学できること、日本の短期大学の外国人留学生から称号の要望があったことなどが挙げられる。
その後、学校教育法のさらなる改正により2005年10月1日以降に短期大学を卒業した者には新たに創設された学位である国際学術上に認められた学位、短期大学士が授与されることとなったため、準学士は日本国内の高等専門学校においてのみ授与される学術称号となった。また、学校教育法の一部を改正する法律（平成17年法律第83号）附則第3条の経過措置規定により、当該制度改正前に短期大学が授与した準学士の称号は短期大学士の国際学術上に認められた学位と同一であるとされたが、制度改正前に高等専門学校の卒業生に与えられた準学士の称号についてはかわらず従前の通り準学士のままとされた。
| 分類 | 分類         | 区分                                            | 授与を行う標準的な課程                                                  | 授与を行う標準的な課程                                                  |
| ---- | ------------ | ----------------------------------------------- | ----------------------------------------------------------------------- | ----------------------------------------------------------------------- |
| 称号 | 称号         | 準学士                                          | 高等専門学校の本科                                                      | 高等専門学校の本科                                                      |
| 称号 | 称号         | 高度専門士                                      | 専修学校の専門課程（専門学校）のうち、 4年制の学科                      | 専修学校の専門課程（専門学校）のうち、 4年制の学科                      |
| 称号 | 称号         | 専門士                                          | 専修学校の専門課程（専門学校）のうち、 2〜3年制の学科                   | 専修学校の専門課程（専門学校）のうち、 2〜3年制の学科                   |
| 学位 | （下記以外） | 博士                                            | 大学院の博士課程 特定の省庁大学校の課程                                 | 大学院の博士課程 特定の省庁大学校の課程                                 |
| 学位 | （下記以外） | 修士                                            | 大学院の修士課程 特定の省庁大学校の課程                                 | 大学院の修士課程 特定の省庁大学校の課程                                 |
| 学位 | （下記以外） | 学士                                            | 大学の学部 短期大学の専攻科 高等専門学校の専攻科 特定の省庁大学校の課程 | 大学の学部 短期大学の専攻科 高等専門学校の専攻科 特定の省庁大学校の課程 |
| 学位 | （下記以外） | 短期大学士                                      | 短期大学の本科                                                          | 短期大学の本科                                                          |
| 学位 | 専門職学位   | 修士（専門職） （○○修士（専門職））             | 大学院の専門職学位課程 （専門職大学院）                                 | （法科・教職以外）                                                      |
| 学位 | 専門職学位   | 法務博士（専門職）                              | 大学院の専門職学位課程 （専門職大学院）                                 | 法科大学院                                                              |
| 学位 | 専門職学位   | 教職修士（専門職）                              | 大学院の専門職学位課程 （専門職大学院）                                 | 教職大学院                                                              |
| 学位 | 専門職学位   | 学士（専門職） （○○学士（専門職））             | 専門職大学                                                              | 専門職大学                                                              |
| 学位 | 専門職学位   | 学士（専門職） （学士（○○専門職））             | 大学の学部の専門職学科                                                  | 大学の学部の専門職学科                                                  |
| 学位 | 専門職学位   | 短期大学士（専門職） （○○短期大学士（専門職）） | 専門職大学の前期課程 専門職短期大学                                     | 専門職大学の前期課程 専門職短期大学                                     |
| 学位 | 専門職学位   | 短期大学士（専門職） （短期大学士（○○専門職）） | 短期大学の専門職学科                                                    | 短期大学の専門職学科                                                    |

### 意義
高等専門学校では準学士の称号、専門学校では専門士の称号を付与してきた。
準学士は高等専門学校卒業者の社会的評価に、大学学部（以下「学部」）卒業者の学士、大学院修了者の・修士・博士・専門職学位などのような付加を与える意味でその創設が求められ、教員免許において二種免許取得の要件に準学士の称号取得が課せられたことで一定の意義が定着した。また、これまで学部の3年生に準学士入学と称して編入学できる制度も確立されてきたが、最近では短期大学卒業者、高等専門学校卒業者にも併設される専攻科を修了して学士の学位を取得することで、学部を経ることなく大学院の博士前期課程（もしくは修士課程）並びに専門職学位課程（専門職大学院）に志願できる制度が定着し、準学士は高等専門学校卒業者の可能性を大きく広げる役割を果たしている。
学位が国際的な概念であるのに対して称号は日本国内でのみ通用するものに過ぎないという問題点も存在し、この解消を求めた短期大学に対して政府は新たな学位として短期大学士を創設した。これにより短期大学では卒業者に短期大学士の学位を与える様になり、準学士の称号は高等専門学校特有のものとなった。短期大学のみに新設学位の授与が認められた背景には、もともと短期大学が2年制の大学として総合的な教育を志向しているのに対して、高等専門学校が技術教育に要点を置いているという違いが存在する。
とはいえ、両者に今のところ大きな社会的価値の違いはなく、就職などの場面で大きな差を付ける要因にはなっていない。なお、高等専門学校卒業後、準学士の称号を取得している者は、称号取得後、関連業務経験2年で専修学校高等課程教員資格、4年で専門課程教員資格の要件を満たすとされる。
しかしながら、準学士は前述のように国際学術上に認められた学位（Associate degree アソシエイト・ディグリー）ではなく学術称号であるため、高等専門学校卒業後に日本国外の大学に入学する場合の扱いや、日本国外からの留学生が高等専門学校を卒業した後に自国へ帰国した場合の扱いなど、問題になるという指摘もある。

### その他
学部に2年以上在籍し62単位以上修得した学生は、短期大学や高等専門学校等の卒業者と同様に学部の3年次への編入学資格を得ることができるが、この要件を満たして中退した学生（編入学希望か否かを問わず）に対しては、学校教育関連法の制約から大学や学位認証機関が準学士の称号を贈ることはできない。

## イギリス
イギリスにおけるFoundation degreeは、資格単位フレームワーク(QCF)レベル5とされる、これらは欧州においてAssociate degreesと等価であるとみなされている。

## フランス
フランスにおいては大学一般教育免状（Diplôme d'études universitaires générales, DEUG, 英： General Academic Studies Degree）が存在し、国家が発行する高等教育レベルのディプロマである。バカロレア取得後、2年間の高等教育を受けた段階（Bac+2）とされる。
しかし2002年の制度改定により、DEUGの新規取得は停止され、バカロレアの次の段階は3年課程のリサンス（Licence, Bac+3, 学士レベル）となった。
 DEUG一覧 
- Le DEUG Sciences et technologies dont le programme est fixé par arrêté
- Le DEUG Arts
- Le DEUG Théologie
- Le DEUG Sciences humaines et sociales
- Le DEUG Lettres et langues
- Le DEUG Droit
- Le DEUG administration économique et sociale
- Le DEUG économie et gestion
- Le DEUG sciences et techniques des activités physiques et sportives

## ニュージーランド
ニュージーランドの準学士号は、New Zealand Qualifications Framework (NZQF) レベル5とされる、1～2年間の職業専門コースで、修了後に総合大学の学士課程に入学することが可能。サーティフィケートという、NZQF レベル4の6か月間～ 1年間の初級レベルのコースは準学士号の入学条件として利用できる。